# Sofiane Hanni
Sofiane Hanni (Ivry-sur-Seine, 29 dicembre 1990) è un calciatore francese naturalizzato algerino, centrocampista dell'Al-Khor.

## Carriera
Dal 2011 al 2014 ha giocato nella seconda divisione turca con il Kayseri Erciyesspor e l'Ankaraspor. Successivamente si è trasferito in Belgio all'Anderlecht, con cui ha vinto il campionato nella stagione 2016-2017. Nel gennaio del 2018 viene ceduto allo Spartak Mosca, partecipante all'Europa League. Il 22 luglio 2019 si trasferisce in Qatar, più precisamente all'Al-Gharafa.

## Statistiche

### Presenze e reti nei club
Statistiche aggiornate al 7 maggio 2022.
| Stagione                   | Squadra                    | Campionato                 | Campionato | Campionato | Coppe nazionali | Coppe nazionali | Coppe nazionali | Coppe continentali | Coppe continentali | Coppe continentali | Altre coppe | Altre coppe | Altre coppe | Totale | Totale |
| Stagione                   | Squadra                    | Comp                       | Pres       | Reti       | Comp            | Pres            | Reti            | Comp               | Pres               | Reti               | Comp        | Pres        | Reti        | Pres   | Reti   |
| -------------------------- | -------------------------- | -------------------------- | ---------- | ---------- | --------------- | --------------- | --------------- | ------------------ | ------------------ | ------------------ | ----------- | ----------- | ----------- | ------ | ------ |
| 2008-2009                  | Nantes                     | L1                         | 0          | 0          | CF+CdL          | 0+0             | 0+0             | -                  | -                  | -                  | -           | -           | -           | 0      | 0      |
| 2009-2010                  | Nantes                     | L2                         | 1          | 0          | CF+CdL          | 0+0             | 0+0             | -                  | -                  | -                  | -           | -           | -           | 1      | 0      |
| 2010-2011                  | Nantes                     | L2                         | 3          | 0          | CF+CdL          | 0+0             | 0+0             | -                  | -                  | -                  | -           | -           | -           | 3      | 0      |
| Totale Nantes              | Totale Nantes              | Totale Nantes              | 4          | 0          |                 | 0               | 0               |                    | -                  | -                  |             | -           | -           | 4      | 0      |
| 2011-2012                  | K. Erciyesspor             | 1.L                        | 32         | 10         | TK              | 0               | 0               | -                  | -                  | -                  | -           | -           | -           | 32     | 10     |
| 2012-2013                  | K. Erciyesspor             | 1.L                        | 32         | 4          | TK              | 2               | 0               | -                  | -                  | -                  | -           | -           | -           | 34     | 4      |
| Totale Kayseri Erciyesspor | Totale Kayseri Erciyesspor | Totale Kayseri Erciyesspor | 64         | 14         |                 | 2               | 0               |                    | -                  | -                  |             | -           | -           | 66     | 14     |
| 2013-2014                  | Ankaraspor                 | 1.L                        | 31+2       | 8          | TK              | 1               | 0               | -                  | -                  | -                  | -           | -           | -           | 34     | 8      |
| 2014-2015                  | Malines                    | D1                         | 29+6+4     | 5+4+1      | CB              | 4               | 0               | -                  | -                  | -                  | -           | -           | -           | 43     | 10     |
| 2015-2016                  | Malines                    | D1                         | 29+6       | 14+3       | CB              | 3               | 0               | -                  | -                  | -                  | -           | -           | -           | 38     | 17     |
| Totale Malines             | Totale Malines             | Totale Malines             | 58+12+4    | 19+7+1     |                 | 7               | 0               |                    | -                  | -                  |             | -           | -           | 81     | 27     |
| 2016-2017                  | Anderlecht                 | D1                         | 28+10      | 8+2        | CB              | 2               | 0               | UCL+UEL            | 2+13               | 1+2                | -           | -           | -           | 55     | 13     |
| 2017-gen. 2018             | Anderlecht                 | D1                         | 23         | 8          | CB              | 1               | 0               | UCL                | 6                  | 1                  | SB          | 1           | 1           | 31     | 10     |
| Totale Anderlecht          | Totale Anderlecht          | Totale Anderlecht          | 51+10      | 16+2       |                 | 3               | 0               |                    | 21                 | 4                  |             | 1           | 1           | 86     | 23     |
| gen.-giu. 2018             | Spartak Mosca              | PL                         | 7          | 2          | KR              | 2               | 0               | UEL                | 2                  | 0                  | -           | -           | -           | 11     | 2      |
| 2018-2019                  | Spartak Mosca              | PL                         | 18         | 1          | KR              | 4               | 2               | UCL+UEL            | 0+5                | 0+1                | -           | -           | -           | 27     | 4      |
| Totale Spartak mosca       | Totale Spartak mosca       | Totale Spartak mosca       | 25         | 3          |                 | 6               | 2               |                    | 7                  | 1                  |             | -           | -           | 38     | 6      |
| 2019-2020                  | Al-Gharafa                 | QSL                        | 21         | 11         | EQC+QSL         | 0+1             | 0+1             | -                  | -                  | -                  | -           | -           | -           | 22     | 12     |
| 2020-2021                  | Al-Gharafa                 | QSL                        | 22         | 3          | EQC+QSL+QFACup  | 2+5+2           | 0+4+3           | ACL                | 1                  | 0                  | CdQ         | 1           | 0           | 33     | 10     |
| 2021-2022                  | Al-Gharafa                 | QSL                        | 18         | 6          | EQC+QSL         | 4+8             | 2+6             | ACL                | 6                  | 3                  | -           | -           | -           | 36     | 17     |
| Totale Al Gharafa          | Totale Al Gharafa          | Totale Al Gharafa          | 61         | 20         |                 | 22              | 16              |                    | 7                  | 3                  |             | 1           | 0           | 91     | 39     |
| 2022-2023                  | Al-Ahli Doha               | QSL                        | 18         | 6          | EQC+QSL         | 1+5             | 0+2             | -                  | -                  | -                  | -           | -           | -           | 24     | 8      |
| Totale carriera            | Totale carriera            | Totale carriera            | 340        | 96         |                 | 47              | 20              |                    | 35                 | 8                  |             | 2           | 1           | 424    | 125    |

## Palmarès

### Club

#### Competizioni nazionali
- Campionato belga: 1

Anderlecht: 2016-2017
- Supercoppa belga: 1

Anderlecht: 2017